# Malaconotidae
Malaconotidae este o familie de păsări paseriforme mici. În trecut, acestea erau clasificate alături de sfrânciocii tipici din familia Laniidae, dar acum sunt considerate suficient de distincte pentru a fi separate de acest grup în familia Malaconotidae, un nume care face aluzie la penele pufoase de pe spate și crupă.
Familia este endemică în Africa subsahariană, dar complet absentă din Madagascar, unde vangidele sunt rudele lor cele mai apropiate. Se întâlnesc în tufișuri sau păduri deschise și, mai rar, în mlaștini, păduri afromontane sau tropicale.

## Specii
| Imagine | Gen                             | Specie |
| ------- | ------------------------------- | --- |
|         | Nilaus Swainson, 1827           | - Nilaus afer |
|         | Dryoscopus F. Boie, 1826        | - Dryoscopus gambensis - Dryoscopus pringlii - Dryoscopus cubla - Dryoscopus senegalensis - Dryoscopus angolensis - Dryoscopus sabini |
|         | Bocagia Shelley, 1894           | - Bocagia minuta |
|         | Tchagra Lesson, 1831 – tchagras | - Tchagra senegalus - Tchagra australis - Tchagra jamesi - Tchagra tchagra |
|         | Laniarius Vieillot, 1816        | - Laniarius ruficeps - Laniarius luehderi - Laniarius amboimensis - Laniarius brauni - Laniarius turatii - Laniarius aethiopicus - Laniarius major - Laniarius sublacteus - Laniarius nigerrimus - Laniarius bicolor - Laniarius ferrugineus - Laniarius barbarus - Laniarius erythrogaster - Laniarius atrococcineus - Laniarius mufumbiri - Laniarius atroflavus - Laniarius funebris - Laniarius leucorhynchus - Laniarius willardi - Laniarius poensis - Laniarius holomelas - Laniarius fuelleborni |
|         | Rhodophoneus Heuglin, 1871      | - Rhodophoneus cruentus |
|         | Chlorophoneus Cabanis, 1850     | - Chlorophoneus bocagei - Chlorophoneus sulfureopectus - Chlorophoneus olivaceus - Chlorophoneus multicolor - Chlorophoneus nigrifrons - Chlorophoneus kupeensis |
|         | Telophorus Swainson, 1832       | - Telophorus zeylonus - Telophorus viridis - Telophorus dohertyi |
|         | Malaconotus Swainson, 1824      | - Malaconotus cruentus - Malaconotus lagdeni - Malaconotus gladiator - Malaconotus blanchoti - Malaconotus monteiri - Malaconotus alius |